# افیوژن پریکارد
افیوژن پریکارد (انگلیسی: Pericardial effusion) یا آب آوردن قلب به جمع شدن غیرطبیعی مایعات در آب‌شامه (پریکارد) در قلب اشاره دارد. به دلیل مقدار محدود فضا در آب‌شامه تجمع مایعات منجر به افزایش فشار درون‌پریکاردی می‌شود که می‌تواند اثر منفی بر عملکرد قلب بگذارد. سطح طبیعی مایعات در آن فضا بین ۱۵ تا ۵۰ می‌لیتر است.